# Nattavaara
Nattavaara (ook wel Nattavaara Station) (Lule-Samisch: Nahtavárri) is een dorp binnen de Zweedse gemeente Gällivare. Nattavaara vormt samen met Nattavaara By en Murjek de drie dorpen binnen een uitgestrekt moerasgebied tussen de Lina en de Lule. Nabij Nattavaara is het middelpunt van een radiaal landwegsysteem naar de omliggende dorpen Hakkas, Murjek, Jokkmokk en Gällivare; tevens heeft het sinds ongeveer 1899 een station aan de Ertsspoorlijn. Nattavaara wordt al genoemd rond 1660; in het tijdperk zonder vervoer per trein dient Nattavaara als tussenstop voor het ertstransport tussen Malmberget en Strömsund. Nattavaara wordt van Nattavaara By gescheiden door de Råneälven.

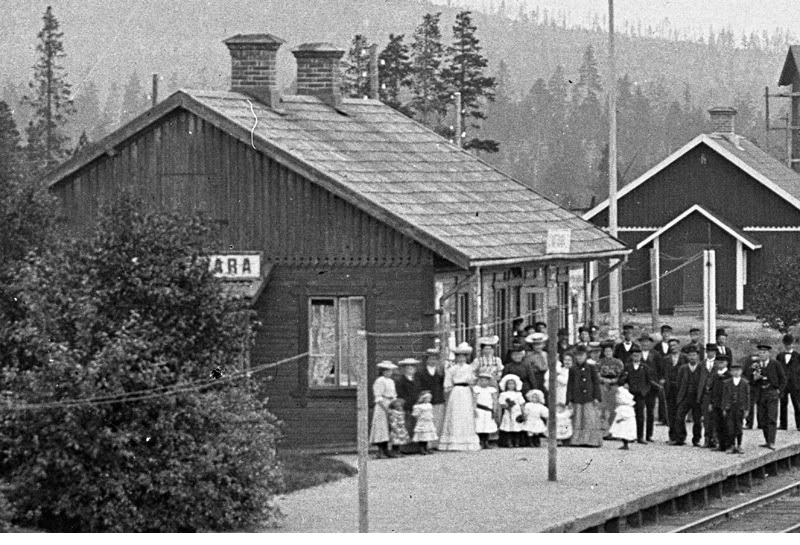
Station Nattavaara, voor 1922.
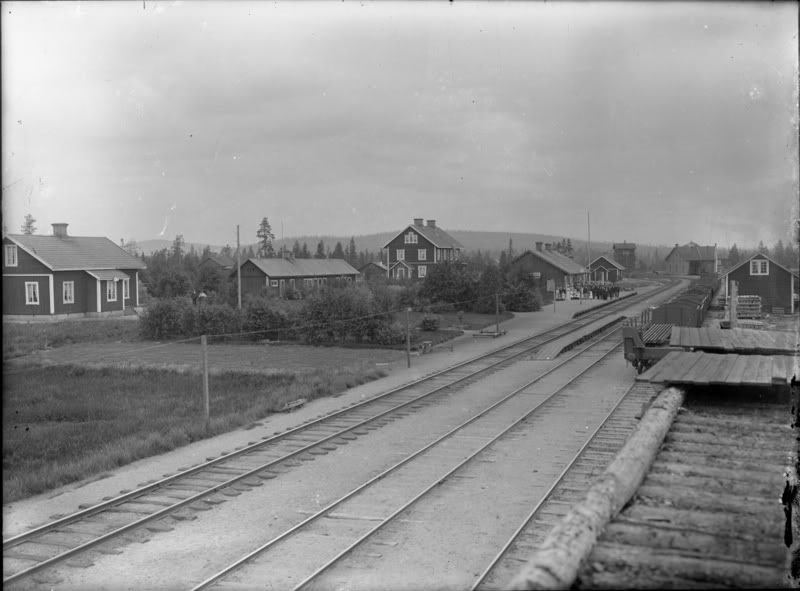
Station Nattavaara, voor 1922.
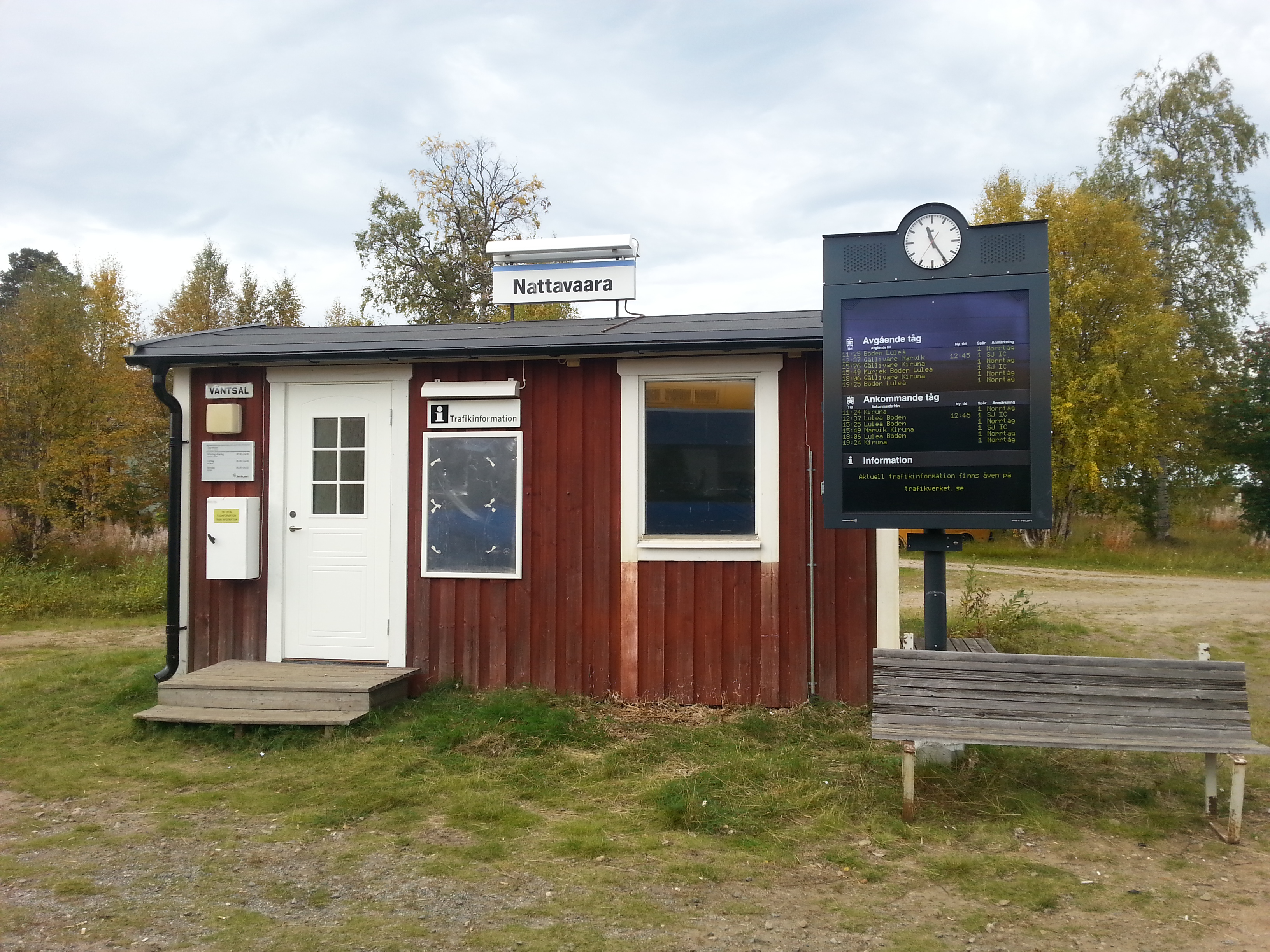
Station Nattavaara, 2014.
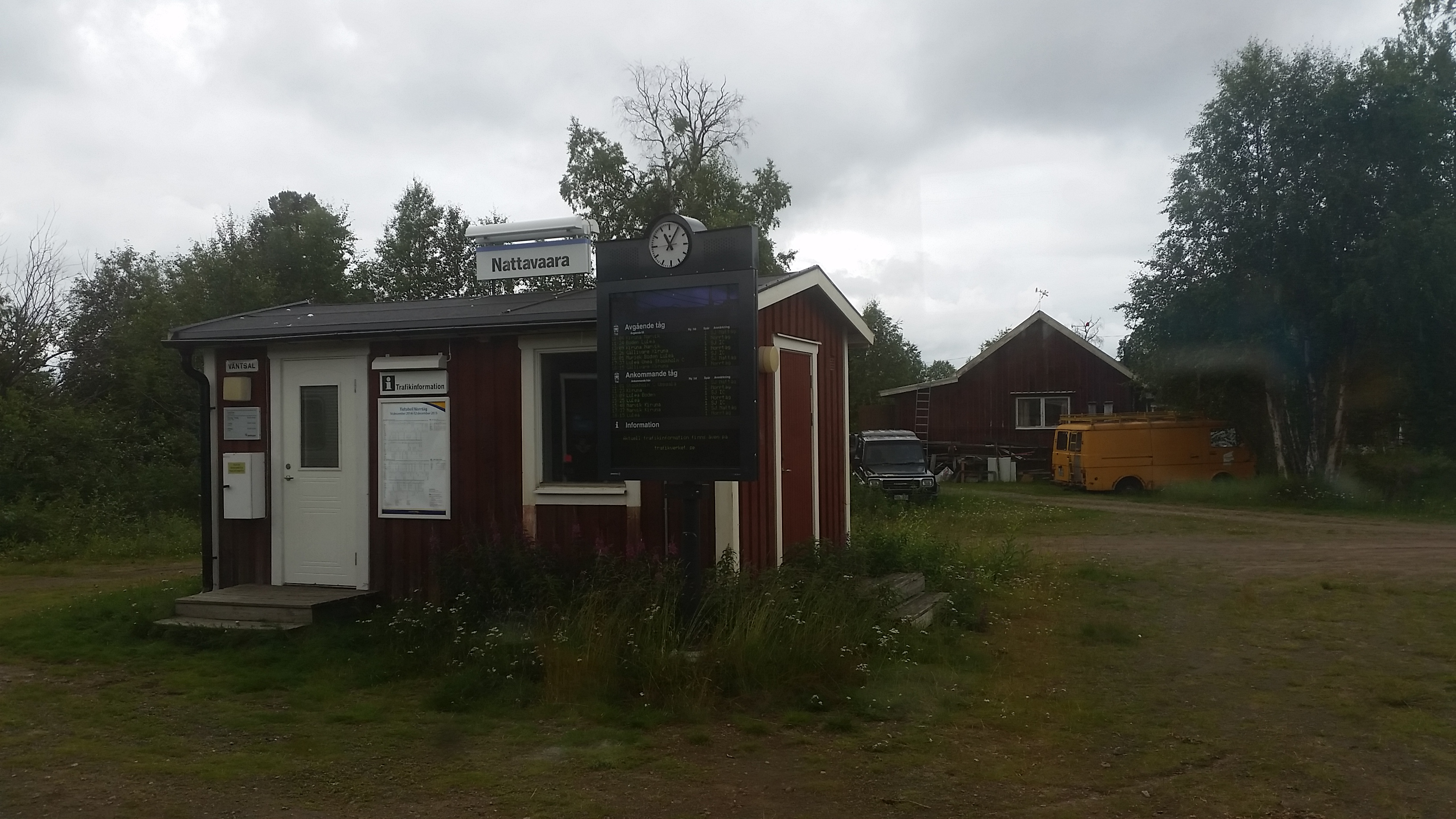
Station Nattavaara, 2015.
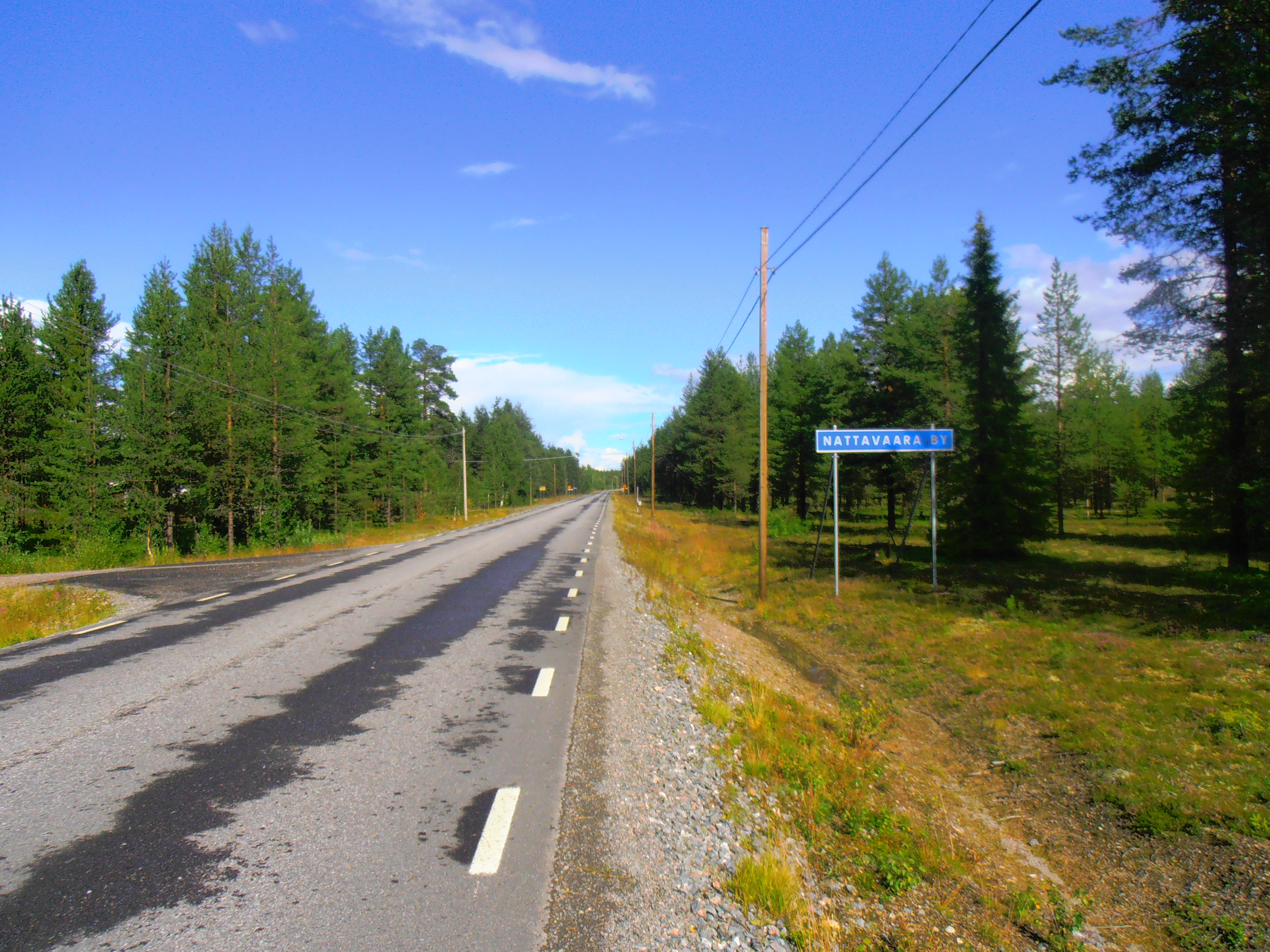
Plaatsnaambord, 2016.

Äijävaara · Alapää · Alavaara · Allavaara · Arro · Avvakko · Björkberget · Bönträsk · Dokkas · Fjällnäs · Flakaberg · Gällivare · Granhult · Grenselet · Grodberget · Hakkas · Härkmyran · Hornberg · Joentaus · Jutsavare · Kaalasluspa · Kääntöjärvi · Kaartijärvi · Kaartirova · Kaitum · Kattån · Keskijärvi · Killingi · Kilvo · Kilvokielinen · Koskivaara (Nattavaara) · Koskivaara (Skröven) · Koskullskulle · Kuolpa · Leipojärvi · Liikavaara · Lillsaivis · Linaälv · Malmberget · Mäntyvaara · Mårdudden · Markitta · Mettä Dokkas · Moskojärvi · Mukkavaara · Muorjevaara · Nattavaara · Nattavaara By · Neitiskaite · Neitisuanto · Nilivaara · Njarka · Norsivaara · Pahtopalo · Pålkem · Palo · Palohuornas · Pauki · Polcirkeln · Puoltikasvaara · Purnu · Purnuvaara · Raatukkavaara · Rantavaara · Ripats · Ruutti · Saanio · Sadjem · Saivorova · Sakajärvi · Sammakko-Lillberget · Sangervaara · Särkivaara · Sarvisvaara · Satter · Sjisjka · Skaulo · Skröven · Solberget · Soutujärvi · Storberget · Storsaivis · Stråberget · Suorvanen · Tidnokenttä · Tjautjas · Torasjärvi · Torrivaara · Ullatti · Urtimjaur · Vähävaara · Valtio · Vassaraträsket · Vettasjärvi · Vuottas · Yrttivaara